# گو-جو
گو-جو (به انگلیسی: Go-Jo) با نام اصلی مارتی زامبوتو (به انگلیسی: Marty Zambotto) (زاده ۲۵ نوامبر ۱۹۹۵) خواننده و ترانه‌سرا استرالیایی است.
او نماینده استرالیا در یوروویژن ۲۰۲۵ است.